# سمرژوف (ناحیه ییندریخوف هرادتس)
سمرژوف (به چکی: Smržov) یک منطقهٔ مسکونی در جمهوری چک است که در ناحیه ییندریخوف هرادتس واقع شده‌است. سمرژوف ۱۰٫۹ کیلومتر مربع مساحت و ۹۷ نفر جمعیت دارد و ۴۳۴ متر بالاتر از سطح دریا واقع شده‌است.